# Hangang
Han (hangul: 한강; česká transkripce: Hangang) je řeka na severu Jižní Koreje s některými přítoky a povodím v Severní Koreji. 
Řeka pramení na pohoří Tchebek a sbíhá se poblíž Soulu. Protéká přes provincie Kangwon, Kjonggi a Severní Čchungčchong do Žlutého moře.
Han má nejvyšší průtok a největší plochu povodí ze všech řek na Korejském poloostrově. Je čtvrtou nejdelší řekou na poloostrově po řekách Jalu, Tuman a Nakdong.
Termín „Zázrak na řece Han“ označuje rapidní ekonomický růst Jižní Koreje v druhé polovině 20. století.

## Geografie a využití
Z 514 km řeky Han je 320 km splavných a od starověku byla cennou říční dopravní cestou, zejména během dynastie Čoson (1392–1910). V jejím povodí o rozloze 35 770 km² se pěstují různé zemědělské produkty. Existuje několik ostrovů v dolním toku řeky, jako je Jouido, který se nachází na území města Soul. Han zásobuje města podél svého toku vodou pro průmyslové a všeobecné využití. Horní tok řeky v horách se používá k výrobě vodní energie. Na konci 20. století byly v Jongwol, Čchungdžu, Sojang a Jǒdžu postaveny další víceúčelové přehrady.
Řeka Han má výjimečně vysoký koeficient variability průtoku a je známá svým úzkým povodím. Výsledkem je, že během silných dešťů, monzunů nebo přívalových dešťů se potopí most Banpo a zatopí se také rozsáhlé břehy řeky. Naopak během suchého zimního období se šířka řeky značně zužuje. To představuje výrazné kolísání objemu vody v řece. Roční objem odtoku činí 16 miliard m³, což představuje 35,1 % celkového objemu odtoku v zemi.
Řeka napomáhá snižovat a zmírňovat efekt městského tepelného ostrova. Když řeka proudí normálně, kinetická energie vody se střetává se vzduchem a vytváří vítr, který pomáhá cirkulaci okolního vzduchu.
V úseku řeky Han, který protéká Soulem, se udržuje hladina vody nad určitým bodem díky ponornému jezu Singok instalovanému v Kimpcho. Tato udržovaná hladina vody se nazývá „nízká hladina vody“ a naplněná část se nazývá „nízký vodní kanál“. Udržuje se tak estetika a usnadňuje provoz lodí. 